# 易卜拉欣帕夏
易卜拉欣帕夏（阿拉伯語：إبراهيم باشا、英語：Ibrahim Pasha，1789年—1848年11月10日）是十九世紀埃及的一位將軍，他是穆罕默德·阿里的兒子，在1848年7月至11月作為攝政王領導國家。

## 早年
易卜拉欣出生於鄂圖曼帝國魯米利亞的兹拉马，位於當今的希臘馬其頓地區，母親是一位希臘基督徒，父母已離婚。
母親改嫁穆罕默德·阿里，穆罕默德·阿里亦視易卜拉欣如己出，賜名易卜拉欣，以鄂圖曼帝國的傳統及伊斯蘭文化教導他。
1805年，易卜拉欣的養父仍忙於鞏固其在埃及的地位。易卜拉欣在十六歲時便被當作政治人質送到鄂圖曼帝國。穆罕默德·阿里被承認為帕夏，並擊敗英國少將亞歷山大·馬更些·弗雷澤（Alexander Mackenzie-Fraser）後，易卜拉欣獲准返回埃及。
1813年，穆罕默德·阿里往阿拉伯發動對阿爾沙特的戰爭。易卜拉欣則留下統領上埃及，並繼續打擊馬木留克的殘餘勢力。1816年，易卜拉欣替代圖辛帕夏（Tusun Basha）統領在阿拉伯的埃及軍隊。

## 對沙烏地的戰爭
穆罕默德·阿里將歐式的訓練方法引入軍隊，易卜拉欣亦可能接受了一些軍事訓練，但他所領導進行的戰事卻具古老的亞洲特色。對沙烏地的戰事（鄂圖曼-沙烏地戰爭）持續了兩年，以沙烏地家族的失敗而告終。1813年，穆罕默德·阿里於麥地那的港口延布登陸，並攻克麥地那，易卜拉欣則跟隨其後進入內志沙漠，摧毀敵人的據點。埃及軍隊的歐式訓練及其大炮使他們享有絕對優勢，困難之處在於橫越沙漠趕往麥地那以東四百里的沙特要塞德拉伊耶以及敵人在戰場上所表現的勇氣，這使埃及軍隊相當艱辛。易卜拉欣則展示了他的力量和韌性，他與他的軍隊一起分擔困境，不為失敗所挫。1818年9月，阿卜杜拉·伊本·沙特投降，埃及軍將迪里耶摧毀。

## 摩里亞的戰事
1819年12月11日，易卜拉欣凱旋回到開羅。他對法國人蘇萊曼帕夏給予支持，蘇萊曼帕夏以歐洲的模式訓練埃及軍隊，易卜拉欣提出要讓自己作為新兵一樣受訓。1824年，鄂圖曼帝國蘇丹馬哈茂德二世任命穆罕默德·阿里為摩里亞（希臘南部的伯羅奔尼撒半島）的統治者。馬哈茂德二世未能擺平希臘革命，遂請求埃及軍隊的協助。1822年，希臘人擊敗由馬哈茂德·德拉馬里帕夏（Mahmud Dramali Pasha）所領導的三萬大軍。
易卜拉欣帶領一支艦隊及一支一萬七千人的軍隊開赴伯羅奔尼撒，於1824年出航，易卜拉欣只能在羅得島及克里特之間前行。易卜拉欣擔憂希臘火船對艦隊構成的威脅，因而停止進軍，直至希臘海軍因薪酬問題而嘩變，易卜拉欣於1825年於莫頓登陸。1828年，西方勢力介入希臘革命，並簽署了協定。
易卜拉欣的軍隊在摩里亞的戰爭裡表現出有力而凶猛，輕易擊敗希臘人。對迈索隆吉翁的圍攻使他及鄂圖曼帝國軍損失慘重，但仍能在1826年攻陷米索隆。面對希臘的游擊部隊不斷侵優，易卜拉欣遂以摧殘希臘及將居民遣至埃及當奴隸作為回應。這引起了歐洲的憤慨，終引致英國、法國及俄國海軍的介入，爆發納瓦里諾海戰，聯軍取得勝利，法國遠征軍登陸。根據1828年10月1日簽訂的協定，易卜拉欣撤離了希臘。

## 敍利亞會戰

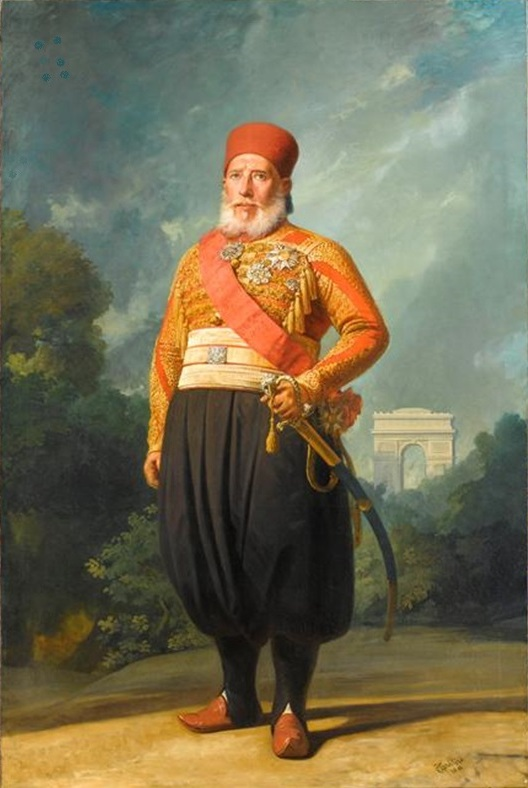
易卜拉欣帕夏的肖像

鄂圖曼帝國政府對易卜拉欣甚為猜忌，曾計劃阻止他返回埃及。在納瓦里諾海戰見過易卜拉欣的軍官形容他的身材矮胖，有天花的痕跡。1831年，穆罕默德·阿里與樸特的爭端越演越烈，易卜拉欣被派遣前往征服敍利亞。1832年5月27日，經歷慘烈的圍城戰後攻克阿卡，又佔據大馬士革。7月8日，易卜拉欣於霍姆斯擊敗一支鄂圖曼帝國軍，7月29日於貝蘭擊敗另一支鄂圖曼帝國軍，並進軍小亞細亞，於12月在科尼亞擊敗大維奇爾領導的軍隊。
5月6日屈塔希亞會議（Convention of Kütahya）的結果使穆罕默德·阿里得到敍利亞。易卜拉欣軍中有歐洲軍官的協助，易卜拉欣的聰慧、耐力及能量都使這些軍官信服，相反鄂圖曼帝國的軍官自大傲慢、不學無術。他在戰事裡得到了當地居民的支持，展示了他的外交手腕及機智。戰後，易卜拉欣成為敍利亞的統治者，他迫不得已要實行父親的苛索政策，導致政府的聲望下跌，終引發叛變。
1838年，樸特認為帝國已經有能力重啓戰端，易卜拉欣在1839年6月24日於努賽賓獲勝，但英國及奧地利帝國介入以維持鄂圖曼帝國的完整性，他們的海軍切斷了易卜拉欣與埃及的通訊，易卜拉欣被迫於1841年2月撤離敍利亞。

## 晚年
此後，易卜拉欣沒有再參與戰爭，他的健康狀態亦轉差。1846年，易卜拉欣出訪西歐。在父親患上失智症後，易卜拉欣在1848年7月成為攝政王，直至11月10日易卜拉欣病逝。

## 榮譽
- 土耳其光榮勳章（1817年）
- 托斯卡納大公國聖約瑟勳章騎士（1845年）
- 法國榮譽軍團大十字勳章（1845年）
- 葡萄牙寶劍與高塔大十字勳章（1846年）

## 註腳
1. ↑  William L. Cleveland. . Westview Press. 2000年: 第72頁. ISBN 0813334896 （英语）.
2. ↑  Michael Haag. . Rough Guides. 2003年: 第275頁. ISBN 1858289408 （英语）.
3. ↑  Hassan Hassan. . American Univ in Cairo Press. 2000年: 第104頁. ISBN 9774245547 （英语）.
4. ↑  Walter Yust. . Encyclopaedia Britannica. 1950年: 第36頁 （英语）.
5. ↑  Wayne H. Bowen. . Greenwood Publishing Group. 2008年: 第74頁. ISBN 0313340129 （英语）.
6. ↑  David B. Ralston. . University of Chicago Press. 1995年. ISBN 0226703193 （英语）.
7. ↑  Francis E. Peters. . Princeton University Press. 1994: 第306頁. ISBN 069103267X （英语）.
8. ↑  William Powell. . L. Stuart. 1982年: 第209頁. ISBN 0818403268 （英语）.
9. ↑  Merry Ottin. . Crown Publishers. 1964年: 第281頁 （英语）.
10. ↑  William Mure. . Adamant Media Corporation. 1842年: 第158頁. ISBN 1402148518 （英语）.
11. ↑  Charlotte Mary Yonge, E L Chase. . Leypoldt. 1870年: 第464頁 （英语）.
12. ↑  Andrew James McGregor. . Greenwood Publishing Group. 2006年: 第102頁. ISBN 0275986012 （英语）.
13. ↑  Erik Goldstein. . Routledge. 1992年: 第22頁. ISBN 0203976827 （英语）.
14. ↑  Virginia H. Aksan. . Longman/Pearson. 2007年: 第370頁. ISBN 0582308070 （英语）.
15. ↑  Donald Andreas Cameron. . Smith, Elder & co. 1898年: 第6頁 （英语）.
16. ↑  Mohammed Rifaat. . Premier Book House. 1976年: 第56頁 （英语）.
17. ↑  Caesar E. Farah. . I.B.Tauris. 2000年: 第14頁. ISBN 1860640567 （英语）.
18. ↑  Reeva S. Simon, Philip Mattar, Richard W. Bulliet. . Macmillan Reference USA. 1996年: 第1689頁. ISBN 0028970640 （英语）.
19. ↑  William L. Cleveland. . Westview Press. 1994年: 第72頁. ISBN 0813305624 （英语）.
20. ↑  L. S. Stavrianos、Traian Stoianovich. . C. Hurst & Co. Publishers. 2000年: 第310頁. ISBN 1850655510 （英语）.
21. ↑  Byron Farwell. . W.W. Norton. 2001年: 第414頁. ISBN 0393047709 （英语）.
22. ↑  George Young. . READ BOOKS. 2006年: 第63頁. ISBN 1406725722 （英语）.

| 易卜拉欣帕夏 穆罕默德·阿里王朝出生于：1789年11月10日 | 易卜拉欣帕夏 穆罕默德·阿里王朝出生于：1789年11月10日 | 易卜拉欣帕夏 穆罕默德·阿里王朝出生于：1789年11月10日 |
| ---------------------------------------------------- | ---------------------------------------------------- | ---------------------------------------------------- |
| 前任者： 穆罕默德·阿里                               | 埃及瓦利 1848年                                      | 繼任者： 阿拔斯一世                                  |